# Jagdgeschwader 130
Jagdgeschwader 130 (dobesedno slovensko: Lovski polk 130; kratica JG 130) je bil lovski letalski polk (Geschwader) v sestavi nemške Luftwaffe.

## Organizacija
- štab
- I. skupina
- II. skupina
- III. skupina
- IV. skupina

## Vodstvo polka
Poveljniki polka (Geschwaderkommodore)
- Hauptmann Bernhard Woldenga: 1. november 1938